# Ernst Engelhard
Johann Georg Ernst Engelhard (* 17. September 1908 in Nürnberg; † 10. November 1984 in Braunschweig) war ein deutscher Physiker.

## Leben
Engelhard promovierte 1933 im Bereich der Präzisionsmesstechnik. Zunächst war er bei der Physikalisch-Technischen Reichsanstalt (PTR) in Berlin. Nach dem Zweiten Weltkrieg arbeitete er an der Physikalisch-Technischen Bundesanstalt (PTB) an den Grundlagen moderner Messtechnik. Er entwickelte 1951 eine Krypton-Spektrallampe, die nach ihm auch Engelhard-Lampe genannt wird; sie ist zentraler Bestandteil der Neudefinition des Meters von 1960. Diese Wellenlängendefinition basiert auf Grundlagen von Engelhard und Wilhelm Kösters, die über mehrere Jahrzehnte hinweg die Eignung unterschiedlicher Spektrallinien für die interferometrische Längenmessung untersucht haben.
Darüber hinaus war Engelhard Leitender Direktor an der Physikalisch-Technischen Bundesanstalt in Braunschweig. Im Jahr 1973 schied Engelhard aus der PTB aus und war weltweit als Berater für den Aufbau weiterer Staatsinstitute nach dem Vorbild der PTB tätig.

## Die Krypton-86-Spektrallampe

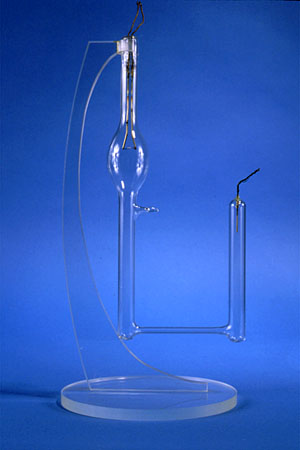
Eine Krypton-86-Lampe, deren zinnoberrote Spektrallinie (Wellenlänge ca. 606 nm) zwischen 1960 und 1983 zur Definition der SI-Einheit Meter herangezogen wurde

Mit der von Engelhard entwickelten Spektrallampe wurde es möglich, eine Wellenlänge zu reproduzieren, die eine relative Unsicherheit von 10−8 oder 10−9 aufwies. Die Isotopenseparation und eine Unterdrückung der Dopplerverbreiterung bildeten so die Voraussetzungen für die spätere internationale Neudefinition des Meters mittels der Wellenlänge der elektromagnetischen Strahlung der orangeroten Spektrallinie des Kryptonisotops 86Kr. 1960 wurde auf der 11. Generalkonferenz für Maß und Gewicht (CGPM) die (bis 1983 gültige) Wellenlängendefinition des Meters verabschiedet. Der Meter wurde als das 1 650 763,73fache der Wellenlänge des von 86Kr beim Übergang zwischen den Zuständen 5d5 und 2p10 ausgesandten Lichts in Vakuum definiert.
Dadurch konnte die Einheit Meter um den Faktor 10 bis 100 präziser dargestellt werden als zuvor über den internationalen Meterprototyp des Urmeters. Darüber hinaus hatte diese Methode den Vorteil der Unveränderlichkeit der Definition; der aus einer Platin-Iridium-Legierung bestehende stabförmige Urmeter demgegenüber kann potentiell durch äußere Einwirkungen (unbeabsichtigt) verändert werden.

## Ehrungen
- 1976 wurde er für seine Verdienste mit dem Bundesverdienstkreuz 1. Klasse ausgezeichnet. Im Braunschweiger Stadtteil Rüningen wurde 2010 die Engelhardstraße nach ihm benannt.[8]
- Zu seinem 76. Geburtstag wurde im brasilianischen Staatsinstitut Inmetro das Gebäude für Längenmesstechnik nach ihm benannt.[1]